# Girls’ Frontline 2: Exilium
Girls' Frontline 2: Exilium (chinesisch 少女前線2：追放 / 少女前线2：追放, Pinyin Shàonǚ Qiánxiàn 2: Zhuīfàng) ist ein rundenbasiertes taktisches Strategiespiel, das vom chinesischen Studio MICA Team entwickelt wurde, in dem Spieler Gruppen von Androiden-Charakteren, die im Spiel als T-Dolls bekannt sind und mit Schusswaffen sowie Nahkampfwaffen ausgerüstet sind, kommandieren. Es ist der Nachfolger von Girls' Frontline und spielt zehn Jahre nach den abschließenden Ereignissen des vorherigen Spiels. Das Spiel wurde am 21. Dezember 2023 in Festlandchina veröffentlicht und später weltweit am 3. Dezember 2024 (veröffentlicht von Darkwinter Software) oder am 5. Dezember 2024 (veröffentlicht von HaoPlay), abhängig von der Region.

## Spielprinzip
Das Gameplay von Girls' Frontline 2 dreht sich um isometrische, rundenbasierte taktische Schlachten, ähnlich wie bei Spielen wie X-COM, Disgaea und Shadowrun. Der Spieler kommandiert eine Einheit, um Missionsziele auf einer taktischen Karte zu erfüllen, die das Zerstören von feindlichen Einheiten, das Einnehmen strategischer Punkte, das Überstehen von Wellen feindlicher Angriffe oder das Evakuieren aller Einheiten zu einem Extraktionspunkt umfassen. Diese spielbaren Einheiten, die im Spiel als T-Dolls bekannte Kampfandroiden sind, werden vom Spieler durch ein Genshin-ähnliches Gacha-System mit Standard- und saisonalen Event-Bannern gewonnen, die mit In-Game-Währungen gezogen werden können.
T-Dolls werden in vier verschiedene Klassen unterteilt, nämlich:
- Sentinel: Primäre Schadensverursacher mit hohem DPS
- Bulwark: Tanking-Einheiten mit hoher Überlebensfähigkeit und defensiven Fähigkeiten
- Support: Einheiten mit Heil- und Buff-Fähigkeiten
- Vanguard: Einheiten mit hoher Mobilität, die in der Lage sind, Feinde in Deckung zu umgehen

Neben einem normalen Angriff und einer passiven Fähigkeit besitzen T-Dolls spezielle aktive Fähigkeiten, die das Konfektanzindex verbrauchen, ähnlich wie Fähigkeitspunkte in herkömmlichen Rollenspielen, und bieten einzigartige offensive oder defensive Fähigkeiten, abhängig von der T-Doll. Der Konfektanzindex kann sich im Laufe der Zeit regenerieren oder durch die Nutzung bestimmter aktiver Fähigkeiten wiederhergestellt werden.
Alle Einheiten, sowohl die vom Spieler als auch die vom Gegner kontrollierten, haben einen Stabilitätsindex, der sich allmählich verringert, wenn sie Angriffe von anderen Einheiten erhalten; wenn dieser auf Null reduziert wird, tritt ein Stabilitätsbruch auf, der die Wirkung des Deckungsplatzes auf dem Schlachtfeld verringert. Die Kampfmappe bietet Standorte mit unterschiedlicher Deckung, die den erlittenen Schaden einer Einheit reduziert, und der Spieler kann die Wirkung der gegnerischen Deckung durch positionale Umgehungsmanöver, Flächenangriffe, Nahkampfangriffe, erhöhte Kacheln, die die Wirksamkeit der Deckung aufheben, oder durch Reduzierung des Stabilitätsindex der gegnerischen Einheit auf Null mildern. Andere Umweltfaktoren auf der Karte beinhalten Gefahrenkacheln, die Schaden oder negative Statuseffekte auf Einheiten anwenden, sowie interaktive Hebel, die Aufzüge, Förderbänder oder Geschütztürme auf dem Schlachtfeld verändern.
Die Kampffähigkeit der T-Dolls kann durch Erhöhung ihres Trainingsniveau, Änderung ihrer Waffen- und Zubehörkonfiguration, Verstärkung der T-Doll durch Duplikate, die über das Gacha-System erhalten wurden, Freischalten von Verbesserungsknoten im neuralen Helix jeder T-Doll und Ausstatten mit Schlüsseln, die Modifikatoren für Fähigkeiten oder Statistiken bieten, verbessert werden.
Wenn keine Kämpfe stattfinden, kann der Spieler die T-Dolls in ihrem Wohnheim besuchen, um sie bei ihren alltäglichen Aktivitäten zu beobachten und ihnen Geschenke zu überreichen, um ihren Affinitätslevel zu erhöhen, was kleinere Steigerungen der Statistiken während des Kampfes ermöglicht. Außerhalb des Hauptspiels kann der Spieler auch zusätzliche In-Game-Lore mit dem „Traceback“-Menü lesen.

## Ausgangslage
Das Spiel spielt zehn Jahre nach den Ereignissen des letzten Kampagnenkapitels von Girls' Frontline. Die T-Dolls, die zuvor ausschließlich nach den Namen der Schusswaffen benannt wurden, die in ihre Feuerkontrollkerne eingeprägt sind, beginnen, neue, menschlichere persönliche Namen als Rufzeichen zu wählen, sei es aus persönlichen oder beruflichen Gründen. Während die private Militärfirma Griffin & Kryuger aufgelöst und neu organisiert wird, finden sich viele T-Dolls in anderen Organisationen wieder oder führen ein ziviles Leben. Gleichzeitig, während die URNC an Größe und Macht gewinnt, startet sie ein großes Projekt zur Reinigung von durch Kollapsstrahlung verseuchten Gebieten, damit dort wieder Menschen siedeln können.
Der Spieler übernimmt die Rolle des „Kommandanten“, der am Ende des vorherigen Spiels nach einer katastrophalen Militäroperation in Frankfurt seine Position bei Griffin & Kryuger aufgegeben hat und anschließend von Schattenmitgliedern der Rossartrist gezwungen wurde, einen Vertrag zu unterzeichnen, der ihm verbietet, Kontakt mit seinen ehemaligen Untergebenen, den T-Dolls von Griffin & Kryuger, zu haben, und sich selbst in die verseuchte Zone zu verbannen, als Bedingung, um nicht getötet zu werden. Dort übernimmt der Kommandant die Rolle eines Kopfgeldjägers, der verschiedene Aufträge für Provisionen übernimmt, begleitet von einem Team aus drei T-Dolls und einer Mechanikerin namens Mayling.
Während eines Frachtlieferauftrags von BRIEF wird das Team des Kommandanten von Varjager-Banditen angegriffen. Nach der Flucht aus dem Kampf versorgen sie sich bei einer Schwarzmarkthändlerin namens Poludniza, die Informationen über den verdächtigen Charakter des Auftrags teilt. Der Kommandant und sein Team entscheiden sich, zur Great Wall Railway am Rand der verseuchten Zone zu gehen, machen aber einen Umweg über Port Vest, ein Gebiet mit feindlichem Gelände, das von ELIDs wimmelt, um die verbliebenen Varjager, die sie verfolgen, zu eliminieren. Dort treffen sie auf Colphne, eine zivile medizinische Unterstützungst-Doll, die darum bittet, dem Team beizutreten und ihren Körper mit einem Feuerkontrollkern modifizieren zu lassen. Unbekannt dem Team hat der gleiche Kunde, der den Frachtlieferauftrag erteilt hat, auch die Varjager-Banditen angeheuert, um den Kommandanten zu eliminieren und die Fracht zu sichern.
Beim Überprüfen der zu liefernden Fracht entdeckt das Team des Kommandanten ein Mädchen namens Helena in der Kiste, ein menschliches Versuchsobjekt, das scheinbar immun gegen die negativen Auswirkungen der Kollapsstrahlung ist. Der Kunde kontaktiert das Team und bittet um ein Treffen an einem bestimmten Koordinatenpunkt. Gleichzeitig weist die ehemalige Griffin & Kryuger-Kollegin Kalina den Kommandanten in einem Anruf an, sich in ODE-01, einer Satellitenstadt in Odessa, mit ihr zu treffen, woraufhin sich das Team des Kommandanten aufteilt. Als die T-Dolls den Treffpunkt erreichen, wird ihnen vom Kunden eine Falle gestellt, jedoch wird der Kunde nach einem Feuergefecht festgenommen. Doch wird er kurz darauf von einer feindlichen T-Doll namens Sextans gerettet, und die beiden fliehen. Gleichzeitig verrät Kalina dem Kommandanten, dass sie jetzt bei der Nichtmilitärischen Verwaltungsbehörde der URNC arbeitet und dass sie den Auftrag erteilt hat, um die menschliche Probe sicher zu sichern.
Eine der untergebenen T-Dolls von Kalina, Lenna, bemerkt die ankommende Polizei, die den Kommandanten verhaften soll, was den Kommandanten zur Flucht zwingt und dabei den Kontakt zu Helena verliert. Lenna erklärt, dass die Girard Group, ein großer Maschinenbau-Konglomerat, mit der menschlichen Probe zu tun hat. Nach dem Wiedersehen mit dem Team greifen sie die Einrichtung an, in der der Kunde Helena festhält, und fliehen dann mit dem Auto, um den Zug nach Kiew zu nehmen, nur um auf eine weitere feindliche T-Doll, Darture, zu treffen, die angreift. Polizeibeamte aus Odessa, unter dem Befehl des Kunden, durchstöbern Kalinas Büro und bereiten sich darauf vor, sie zu exekutieren, jedoch werden sie von Lenna, die im letzten Moment mit einem Angriffshelikopter eintrifft, daran gehindert.
Nach ihrer Flucht aus Odessa scheint der Kommandant eine Nachricht von Kalina zu erhalten, die besagt, dass sich der Treffpunkt zu einer verlassenen Fabrik in der Gelben Zone geändert hat. Schließlich stellt sich heraus, dass ihre Kommunikation kompromittiert wurde, da sie in eine Falle von Darture geraten. Nach dem Sieg über Darture in einem Feuergefecht ruft Kalina an und bittet den Kommandanten, weiter nach Kiew zu gehen, und sie sollten sich dabei bei einer Schwarzmarkthändlerin namens Saga mit Nachschub versorgen. Das Team stößt auf ein Varjager-Lager in Bihor und besiegt sie schnell, nur um festzustellen, dass die gleiche Bande von Varjagern das Lager von Saga überfällt. Bei der Begegnung mit einem verhüllten Mitglied der Paradeus-Sekte trennt sich Colphne heimlich vom Rest des Teams. Das Team, in der Hoffnung, Colphne zu finden, entdeckt, dass Paradeus aus Clustern menschlicher Siedlungen in der verseuchten Zone operiert. Krolik und Vepley finden Colphne unter der Menge der verhüllten Paradeus-Anhänger in einer verlassenen Fabrik, die Rache für ihre früheren gefallenen Kameraden sucht. Verfolgt von wütenden Anhängern, gelingt ihnen die Flucht, wobei Groza und Nemesis eintreffen, um Unterstützung zu bieten.
Während eines Erkundungsgangs entdecken Krolik und Nemesis eine Anführerfigur von Paradeus namens Niter, die sie gefangen nehmen und auf das Konstruktionsfahrzeug „Elmo“ bringen. Beim Anblick von Niters Hand identifiziert der Kommandant sie als eine halb Mensch, halb Roboter-Nyto, die häufig von Paradeus eingesetzt wird. Niter entdeckt das Kontrollterminal des mobilen Konstruktionsfahrzeugs und versucht, sich in dessen System zu hacken, und schafft es, sich aus Kroliks Griff zu befreien, was zu einem kurzen Gerangel im Operationsraum führt, bevor sie wieder überwältigt wird. Nach einer Planänderung beschließt die Gruppe, Niter einen Peilsender anzubringen und sie freizulassen, mit dem Ziel, die nahegelegene Paradeus-Versammlung zu finden. Helena besteht darauf, mitzukommen, als sie in verhüllten Verkleidungen die Versammlung infiltrieren, und finden Crifium, einen ehemaligen Varjager und Colphnes Racheziel, der bei der dort stattfindenden Prozession anwesend ist. Während der Prozession scheint ein Kultmitglied von ELID-Symptomen geheilt zu werden, jedoch wird die Tarnung des Teams schnell aufgedeckt, als die Prozession Crifiums Körper in Form und Angriffslust verändert, während Helena zunehmend krank wird und ihr autonomes Verteidigungssystem in die Menge feuert. Colphne versucht, Crifium zu verhören, der jedoch nicht reagiert, zu Colphnes Bestürzung. Mitten im Chaos enthüllt sich Sextans und verfolgt das Team, das die Szene per Drohne verlässt und zum Konstruktionsfahrzeug „Elmo“ zurückkehrt.
Nach Grozas Missionsnachbesprechung wird das Team von Sextans unterbrochen, die das Konstruktionsfahrzeug „Elmo“ zusammen mit einer Gruppe von Paradeus-Mitgliedern verfolgt; Sextans zeigt umfassende Schäden an ihrem Körperrahmen und scheint sich an ihre Vergangenheit nicht zu erinnern. Lenna kontaktiert den Kommandanten mit einem Lagebericht und ruft Dandelion zu Hilfe, der daraufhin die Systeme des Konstruktionsfahrzeugs „Elmo“ infiltriert. Nachdem Sextans vom Team überwältigt wurde, informiert Lenna den Kommandanten über Kalinas Bitte, Helena an das Personal der Nichtmilitärischen Verwaltungsbehörde in Lwiw zu übergeben, sowie über die Bitte von Squad 404, ehemaligen Griffin-Untergebenen des Kommandanten, um Unterstützung im Kampf, was zur Entscheidung führt, das Team des Konstruktionsfahrzeugs „Elmo“ aufzuteilen, damit Groza über Sextans wachen kann. Dandelion übernimmt den Körper eines Dinergate-Robots, um den Kommandanten, Helena und Colphne nach Lwiw zu begleiten, und während des Flugs mit der Drohne wird Helena erneut krank, was ihr autonomes Verteidigungssystem dazu veranlasst, die Drohne zu beschädigen; das Fluggerät verliert an Stabilität, und Helena wird ausgestoßen. Gleichzeitig findet ein Feuergefecht zwischen PMC-Einheiten und einem großflächigen ELID in der Ferne statt. Die Drohne landet notgedrungen, und die Gruppe wird schnell von anrückenden feindlichen PMC-Einheiten umzingelt, jedoch stürmt der große ELID plötzlich auf die Gruppe des Kommandanten zu, stürzt in das Gebäude, in dem sie sich verschanzt haben. Nach dem Wiedererlangen des Bewusstseins wird der Kommandant von Helena begrüßt, die sie aus den Trümmern per Hand befreit. Zusammen mit Dandelion macht sich die Gruppe auf den Weg in den nahen Untergrundtunnel zur Zuflucht, nur um dort eine Paradeus-Menschenexperimentationsanlage zu entdecken.

### Charaktere

#### Spielbare Charaktere

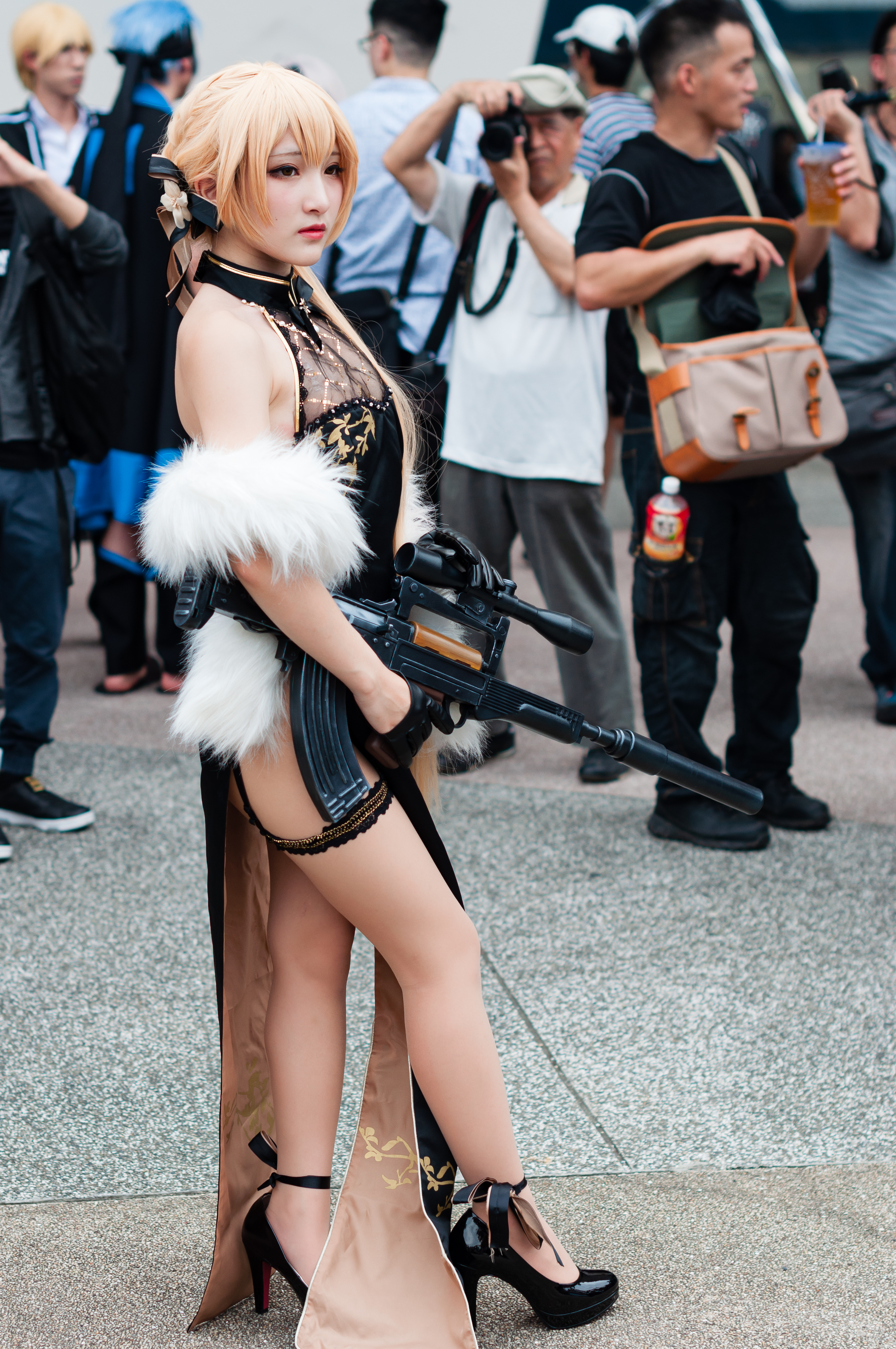
Cosplay von Groza

Groza (闪电,  Shǎndiàn; Ausspracheⓘ)
Sprecher: Zhang Jen (chinesische); Marina Inoue (japanische); Lee Dae-un (koreanische)
Eine T-Doll bewaffnet mit einer OZ-14 Grosa, ursprünglich mit der PMC Griffin & Kryuger verbunden, bevor sie für staatliche Sicherheitsangelegenheiten übernommen wurde nach der Auflösung der PMC, die der Kommandant ursprünglich beschädigt unter einem Schutthaufen fand. Groza kann sich an keine Erinnerungen vor ihrer Reaktivierung durch den Kommandanten erinnern.
Nemesis (纳美西丝,  Nàměixīsī; Ausspracheⓘ)
Sprecher: Qin Ziyi (chinesische); Aya Endō (japanische); Shin Na-ri (koreanische)
Eine T-Doll bewaffnet mit einer OM 50 Nemesis, die die Rolle des Team-Scharfschützen übernimmt. Sie hat ein beschädigtes Sprachmodul und kann daher nur in poetischen Rätseln sprechen.
Krolik (克罗丽科,  Kèluólìkē; Ausspracheⓘ)
Sprecher: MAO (chinesische); Sayaka Ohara (japanische); Song Ha-rim (koreanische)
Eine T-Doll mit Hasenohren, bewaffnet mit einer Nahkampf-Klinge. Neben ihren Kampfaufgaben übernimmt sie die Rolle des de facto-Übersetzers für Nemesis im Team.
Colphne (寇尔芙,  Kòuěrfú; Ausspracheⓘ)
Sprecher: Shi Haku (chinesische); Naomi Ōzora (japanische); Sung Ye-won (koreanische)
Eine ehemalige zivile medizinische T-Doll, die dem Team des Kommandanten beitritt, nachdem ihr gesamtes medizinisches Regiment durch einen ELID-Angriff ausgelöscht wurde, wobei sie als einzige überlebte. Bewaffnet mit einer Taurus Curve.
Vepley (维普蕾,  Wéipǔlěi; Ausspracheⓘ)
Sprecher: Cotton Candy (chinesische); Hitomi Harada (japanische); Jung Hye-won (koreanische)
Eine singende „Idol“-T-Doll, die dem Kommandanten von der Schwarzmarkthändlerin Saga übergeben wurde. Bewaffnet mit einer Vepr-12.

#### Unterstützende Charaktere

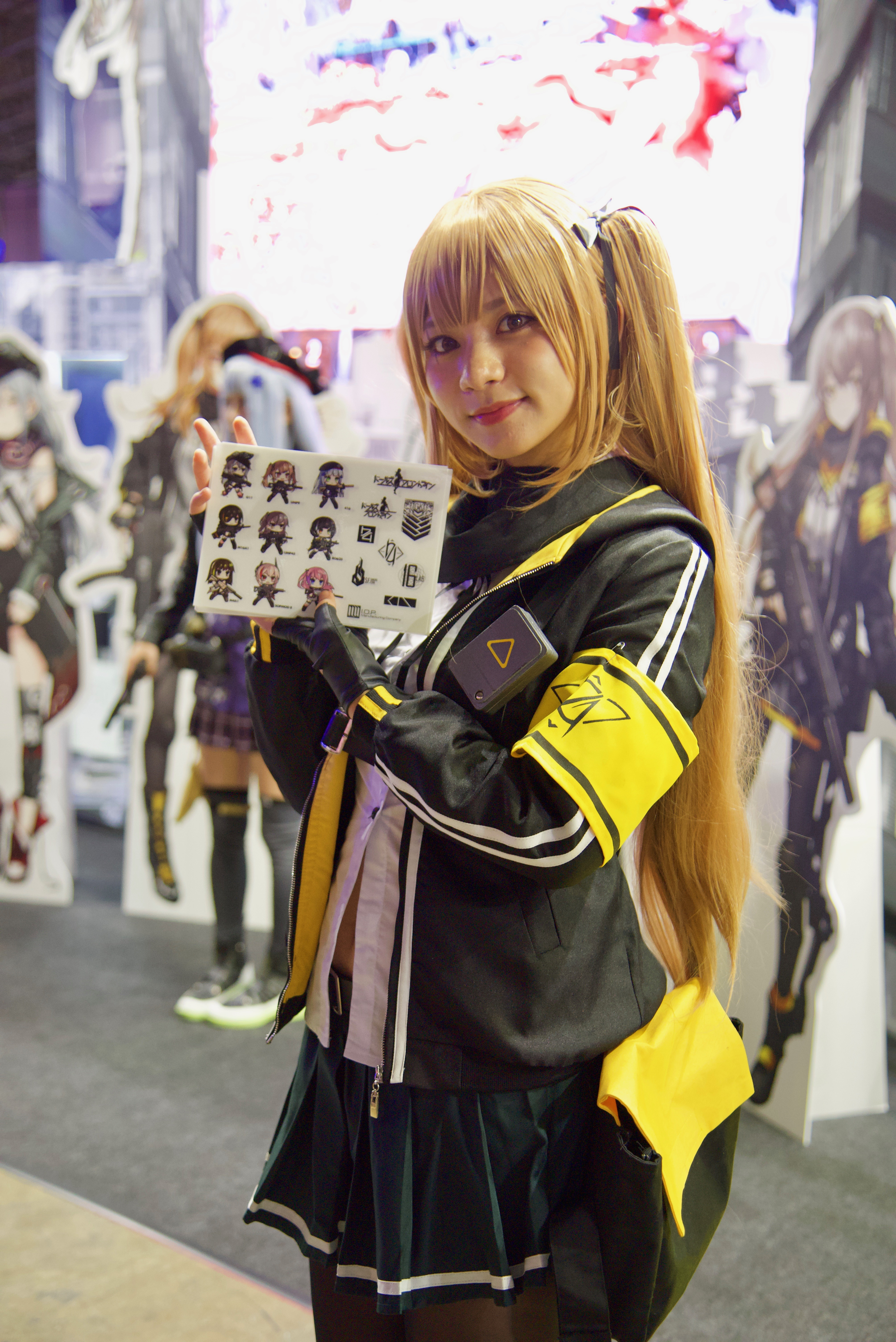
Cosplay von Lenna

Mayling (美玲,  Měilíng; Ausspracheⓘ)
Sprecher: Liu Wen (chinesische); Madoka Asahina (japanische); Kim Ha-ru (koreanische)
Die Mechanikerin des Konstruktionsfahrzeugs „Elmo“, das vom Kommandanten als mobiles Operationszentrum genutzt wird.
Kalina (格琳娜,  Gélínnà; Ausspracheⓘ)
Sprecher: Tsumao (chinesische); Nao Tōyama (japanische); Lee Ji-hyun (koreanische)
Eine ehemalige Kollegin des Kommandanten bei der PMC Griffin & Kryuger, die inzwischen zur Bürokratin bei der Nichtmilitärischen Verwaltungsbehörde geworden ist.
Lenna (莱娜,  Láinà; Ausspracheⓘ)
Sprecher: Hou Xiaofei (chinesische); Mamiko Noto (japanische); Lee Sae-a (koreanische)
Früher als UMP9 in Girls' Frontline bekannt und bevor sie ihren Namen änderte, ist Lenna eine Kampf-T-Doll, die früher dem Kommandanten bei Griffin & Kryuger unterstand und jetzt Kalina Bericht erstattet, zusammen mit ihrer Schwester Leva (früher als UMP45 in Girls' Frontline bekannt).
Dandelion (丹德莱,  Dāndélái; Ausspracheⓘ)
Eine OGAS künstliche Intelligenz, die aus der neuronalen Cloud von M4A1 entstand und während des vorherigen Spiels ihren eigenen unabhängigen freien Willen entwickelt hat. Sie infiltriert die Systeme des Konstruktionsfahrzeugs „Elmo“ und unterstützt den Kommandanten, spezialisiert auf elektronische Kriegsführung und Datenverarbeitung.
Poludniza (佩妮泽,  Pèinīzé; Ausspracheⓘ)
Eine berühmte Schwarzmarkthändlerin in Osteuropa.
Saga (萨珈,  Sàjiā; Ausspracheⓘ)
Eine Schwarzmarkthändlerin, die in der Nähe des Schwarzen Meeres ansässig ist.

#### Saisonale Event-Charaktere
Ullrid (乌尔丽德,  Wūěrlìdé; Ausspracheⓘ)
Sprecher: Ju Huahua (chinesische); Yuka Saitō (japanische); Moon Yoo-jeong (koreanische)
Eine Melee-T-Doll bewaffnet mit einem langen Messer und Protagonistin des Zeitlimit-Events Die Wanderer der Glasinsel. Als Anführerin einer wandernden Kommune von verarmten Dollen irgendwo zwischen Otrokovice und Zlín in der verseuchten Zone sieht sich Ullrid mit der Bedrohung konfrontiert, dass die Vorräte ihrer Kommune langsam zur Neige gehen, bis sie eine verlassene thermoelektrische Kraftanlage entdecken, die von ELIDs befallen und mit allen notwendigen Überlebensmitteln ausgestattet ist. Auf Ullrids Drängen hin werden alle Entscheidungen der Kommune demokratisch abgestimmt, doch die Enthaltung vieler Dollen und deren Unwilligkeit, eine riskante Expedition zur Beschaffung von Vorräten aus der Kraftanlage zu unternehmen, schafft ständige Konflikte zwischen Ullrid und den anderen Mitgliedern der Kommune. Nach einer knappen Abstimmung erkundet die Kommune die Kraftanlage, entdeckt eine große Menge an landwirtschaftlichen Vorräten und Ausrüstung und kommt zu dem Schluss, dass die Anlage ursprünglich als experimentelle Einrichtung zum Anbau von Pflanzen in der verseuchten Zone gedacht war und dass die ELIDs von den Kühltürmen angezogen wurden, die Kollapsstrahlung emittierten. Sie werden von Verteidigungsautomaten und einer mysteriösen Doll, die die experimentelle Einrichtung bewacht, angegriffen, was erhebliche Verluste für die Kommune verursacht. Nach dem Deaktivieren der Kühltürme und der Bekämpfung der feindlichen Doll entscheidet sich die Kommune, sich in der Kraftanlage niederzulassen.
Suomi (索米,  Suǒmǐ; Ausspracheⓘ)
Sprecher: Tao Dian (chinesische); Aki Toyosaki (japanische); Lee Bo-hee (koreanische)
Eine T-Doll bewaffnet mit einer Suomi M-31, ursprünglich Teil von Ullrids T-Doll-Kommune, die vom Kommandanten auf einer verhängnisvollen Expedition nach Vorräten gefunden wird. Suomi ist von Natur aus russophob, aufgrund der Art und Weise, wie ihre neuronale Cloud gestaltet wurde.
Makiatto (玛绮朵,  Mǎqǐduǒ; Ausspracheⓘ)
Sprecher: Xie Ying (chinesische); Haruka Tomatsu (japanische); Lee Myeong-ho (koreanische)
Eine Scharfschützen-T-Doll, früher bekannt als WA2000 in Girls' Frontline, und Protagonistin des Zeitlimit-Events Rhapsodie Quartett. Nach den Ereignissen des vorherigen Spiels sucht Makiatto Zuflucht im Zucchero Café, einem Kaffeehaus in der Satellitenstadt CHE-02 in Tscherkassy, das von Springfield betrieben und von T-Dolls bemannt wird, während sie auf das Ende des Vertrags des Kommandanten wartet. Eines Tages, auf dem Rückweg von einem Einkaufsbummel, geraten die Zucchero T-Dolls Sharkry und Centaureissi in einen Vorfall, bei dem Sicherheitsroboter scheinbar verrückt spielen und ein Auto und seinen Fahrer auf der Straße angreifen. Inmitten der Verwirrung verwechseln die T-Dolls versehentlich die Fracht des Fahrers mit ihren eigenen Einkäufen und erkennen, dass die zurück ins Café gebrachten Kästen militärische Waffen enthalten. Ein Notstandssperrstunde wird daraufhin in CHE-02 verhängt, und Leva kontaktiert Springfield, um Hilfe bei der Festnahme der Schmuggler zu erbitten. Mit dem Ziel, die illegalen Waffen aus dem Café zu entfernen, um Ärger mit den Behörden und kriminellen Gruppen zu vermeiden, trennt Makiatto die Verbindung der Sicherheitskameras im Lagerhausviertel von Port Vantiny von den Servern des öffentlichen Sicherheitsdienstes, während Centaureissi die Kästen mit einem Müllwagen transportiert, doch sie stellen bald fest, dass das Gebiet von Sicherheitsrobotern der Waffenschmuggler stark überwacht wird. Centaureissi wird von einem Handlanger festgenommen, blufft jedoch, dass sie geschickt wurde, um Schmuggelware zu liefern. Als sie zu einem am Kai vertäuten Frachtschiff gebracht wird, um den Anführer zu treffen, folgt Makiatto ihr heimlich, und ein Feuergefecht bricht aus, als Centaureissis Deckung durch den ursprünglichen Fahrer der Waffen aufgedeckt wird. Nach einem Treffen mit Springfield und Sharkry teilt sich die Gruppe auf, um den Anführer zu verfolgen und die Aufmerksamkeit des öffentlichen Sicherheitsdienstes abzulenken. Als der Anführer festgenommen wird, nähert sich die Polizei mit Drohnen, und die T-Dolls fliehen übers Wasser.
Daiyan (黛烟,  Dàiyān; Ausspracheⓘ)
Sprecher: Liu Zhixiao (chinesische); Masumi Tazawa (japanische); Sa Moon-yeong (koreanische)
Eine T-Doll und wandernde Guzheng-Musikerin, früher bekannt als Type 95 in Girls' Frontline, und die Protagonistin des Zeitlimit-Events Unter den Flügeln der Verzweiflung. Während sie zusammen mit den T-Dolls Jiangyu und Zhaohui reist, wird Daiyan Zeugin einer Reihe von Explosionen durch eine ELID-Invasion, die die Quarantäne-Mauer an einem interkontinentalen Bahnhof durchbricht, und entdeckt eine beschädigte Doll, die bewusstlos auf dem Boden liegt. Beim Neustarten ihres Rahmens stellt sich die Doll als Colphne heraus, die erklärt, dass sie nach einem ELID-Angriff vom Kommandanten und Helena getrennt wurde. Daiyan erkennt, dass Colphnes Kommandant derselbe ist, der sie ursprünglich bei der PMC Griffin & Kryuger führte, und beschließt, Colphne dabei zu helfen, sie zu finden. Da Helena einen Peilsender hat, kann Colphne ihren Standort auf eine nahegelegene unterirdische Einrichtung festlegen. Nachdem sie PMC-Truppen umgangen haben, die das Gebiet patrouillieren, und die Einrichtung erreicht haben, entdecken sie eine groteske Szene von aus Fleisch bestehender Vegetation in den Fluren und Glastanks für menschliche Experimente mit Paradeus-Gravuren. Als sie eine riesige Grube erreichen, treffen sie auf Paradeus-Kultisten, die sich kollektiv umbringen und ihre Körper einem riesigen ELID unter ihnen zuführen. Nach der Zerstörung des ELIDs und dem Herausziehen von Helena aus dessen Körper tritt eine weitere Helena-Klon hervor und enthüllt, dass die zahlreichen Klone ursprünglich als Ritualobjekte von Paradeus dienten. Gerade als eine Helena die andere töten will, stürmt der Kommandant herein und packt Helena, während Dandelion das Verteidigungssystem der anderen Helena deaktiviert. Nach der kurzen Wiedervereinigung zwischen dem Kommandanten und den ehemaligen Griffin-Dollen aus Daiyans Gruppe erhält der Kommandant eine Nachricht von Makiatto und Centaureissi, die auf das Notrufsignal reagiert haben, das Dandelion nach dem Drohnenabsturz ausgesendet hat, und sich ebenfalls auf dem Weg zur Einrichtung befinden.
Dushevnaya (杜莎妮,  Dùshānī; Ausspracheⓘ)
Sprecher: Wu Zheru (chinesische); Eri Ōzeki (japanische); Oh Ro-ah (koreanische)
Eine Scharfschützen-T-Doll mit freiliegenden mechanischen Gelenken, die mit chūnibyō-Manierismen spricht, früher bekannt als KSVK in Girls' Frontline, und ist die Protagonistin des Zeitlimit-Events Haltestelle. Unmittelbar nach dem Abschluss von Die Wanderer der Glasinsel beginnt die Doll-Kommune unter der Führung von Ullrid, die Kraftanlage von Feinden zu befreien, mit der Absicht, dort Zuflucht zu suchen. Dushevnaya quält sich mit der Entscheidung, ob sie bei der Kommune bleiben soll oder nicht, und fragt Ullrid, ob es etwas gäbe, womit sie die Gastfreundschaft der Kommune erwidern könnte. Ullrid schlägt vor, dass sie sich umsehen soll, ob es Dolls gibt, die ihre Hilfe benötigen. Während eines gemeinsamen Vorratslaufs äußert Lotta gegenüber Dushevnaya ihren Wunsch, den experimentellen Bauernhof unter der Kraftanlage wieder in Betrieb zu nehmen. Später, während sie Balthilde dabei hilft, einen Gabelstapler aus der unterirdischen Einrichtung zu holen, verrät Dushevnaya Balthilde von Lottas Wunsch. Zunächst zweifelt Balthilde daran, dass ein solcher Plan umsetzbar sein könnte, aber nachdem Dushevnaya ihr Experimente-Aufzeichnungen zeigt, die sie zufällig von den Servern der Kraftanlage erhalten hat, entwickelt Balthilde einen Plan, um den Mechanismus der Anlage zur Senkung der Kollapsstrahlung wieder zu aktivieren. Während das Paar versucht, das Gerät wieder in Betrieb zu nehmen, wird ein Verteidigungsautomat aktiviert und identifiziert die Dolls als Eindringlinge, doch der Automat wird prompt zerstört, als Ullrid zur Stelle erscheint. Mit dem Gerät nun wieder aktivierbar, drückt Ullrid ihren Wunsch aus, dass Dushevnaya bei der Kommune bleibt, woraufhin sie zustimmt.

## Entwicklung
Während eines Livestreams im Mai 2020 zur Feier des vierten Jahrestags von Girls' Frontline kündigte der Spielproduzent Yuzhong vier neue Spiele im Girls' Frontline-Universum an. Girls' Frontline 2 wurde als taktisches Spiel mit Erkundungs- und Charakterentwicklungsmechaniken beschrieben. Das Entwicklerteam untersuchte zunächst eine Vielzahl potenzieller Genreoptionen, einschließlich Lebenssimulationsspiele und Echtzeit-Strategiespiele, entschied sich aber letztendlich für ein rundenbasiertes Taktikspiel, da die Entwickler bereits Erfahrung mit diesem Genre hatten, es als ideal für Erzählungen ansahen und weil die Steuerungsschemata des Genres sowohl auf mobilen als auch auf PC-Plattformen intuitiv sind.
Yuzhong erklärte in einem Interview 2021, dass Girls' Frontline 2 der erste Versuch des Studios ist, ein 3D-Spiel zu kreieren. Im Gegensatz zum einfacheren Design des vorherigen Spiels verwendet Girls' Frontline 2 eine frei einstellbare, dritte-Person-Darstellung von oben nach unten. Das Produktionsteam kombinierte zudem die Nutzung von realistisch aussehendem, Physically Based Rendering für Objekte und Umgebungen mit dem Non-photorealistic Rendering von animesken Charakteren als Teil des Designs der Spielästhetik, um die Merkmale von Anime und Realismus nahtlos zu verschmelzen, ohne die Immersion zu stören. Es wurden Kampfkarten mit einer Vielzahl von Innen- und Außenkulissen erstellt, zusammen mit Variationen in Tageszeit und Jahreszeit, um eine Atmosphäre von Realismus für die post-apokalyptische Wüstenlandschaft des Spiels zu erzeugen. Im Jahr 2023 reichte Sunborn Network Technology (die Muttergesellschaft von MICA Team) Patente für verschiedene Rendering-Komponenten des Spiels beim Chinesischen Patentamt ein, darunter „Renderverfahren für Seidenstrümpfe“ und „Renderverfahren für Flusen auf der Kleidung der Charaktere“.
Basierend auf Spielerfeedback nach dem ersten Release des Spiels in China wurde die Schwierigkeit der Kampagnenlevel gesenkt und verschiedene Optimierungen sowie Lebensqualitätsanpassungen vorgenommen. Zum einjährigen Jubiläum des Spielstarts in China wurden neue Funktionen wie eine vollständig erkundbare und interaktive Operationsbasis für ein zukünftiges Update angekündigt.
MICA Team gab in einem Interview an, dass die Entwicklungskosten für das Spiel 100 Millionen Renminbi (€13,1 Millionen) überschreitet. Die Entwicklungszeit für jeden einzelnen spielbaren Charakter beträgt ungefähr 6 Monate.

## Veröffentlichung
Die Entwicklung von Girls' Frontline 2 wurde erstmals im Mai 2020 angekündigt, und das Spiel erhielt im März 2023 die Inhaltsfreigabe durch die Generalverwaltung für Druck und Verlagswesen der Volksrepublik China. Das Spiel durchlief zahlreiche aufeinanderfolgende Stadien des geschlossenen Beta-Tests am 29. Juni 2021, 18. Oktober 2021, 20. Juli 2023 und 28. September 2023 und wurde in China am 21. Dezember 2023 veröffentlicht.
Eine englische Lokalisierung des Spiels wurde am 20. Juli 2024 angekündigt, mit Vorregistrierungen, die am 24. September 2024 begannen. Das Spiel wurde in Nordamerika, Australien, Neuseeland, Irland und verschiedenen anderen Ländern am 3. Dezember 2024 veröffentlicht (unter dem Publisher Sunborn Network Technology, tätig als Darkwinter Software), und in den meisten europäischen Ländern, im Vereinigten Königreich, Japan, Südkorea, Taiwan und verschiedenen anderen Ländern am 5. Dezember 2024 (unter dem Publisher Peiyu Digital Entertainment, tätig als HaoPlay).

## Resonanz

### Chinesische Version
Die Vorregistrierungen für die chinesische Version des Spiels überschritten 4,74 Millionen Spieler vor der Veröffentlichung des Spiels. Am Tag des Spielstarts in China erreichte Girls' Frontline 2 Platz 2 unter allen kostenlosen Spielen im Land.
Eine Rezension der chinesischen Version des Spiels von Gcores lobt die Spielästhetik und die Animationsqualität. Ähnlich hebt Youxi Putao die Animation und die Verwendung der Kameraperspektive für die Expositionsszenen des Spiels positiv hervor und betont, dass das Spiel sich gut von anderen animeartigen taktischen Spielen auf dem Markt abhebt.

### Globale Version
Am 6. Dezember 2024 kündigte der Spielproduzent Yuzhong an, dass zwei Millionen Spieler die globale Veröffentlichung des Spiels am ersten Tag teilnahmen. Das Spiel belegte direkt nach der Veröffentlichung den 3. Platz im Google Play und den 5. Platz im Apple App Store in Südkorea. Laut dem «2025 Analysebericht über Trends und Potenziale der chinesischen Videospielindustrie», veröffentlicht von der chinesischen Analysefirma CNG, erzielte die globale Version des Spiels innerhalb der ersten drei Tage nach dem Start einen Umsatz von über 100 Millionen Renminbi (€13,1 Millionen). Bis Jahresende hatte die globale Version einen geschätzten Gesamterlös von 400 Millionen Renminbi (€52,5 Millionen). Die südkoreanische Spielmedienplattform ThisIsGame berichtete, dass das Spiel im Dezember 2024 590.000 monatlich aktive Nutzer in Südkorea erreichte, was es zum aktivsten Anime-Stil-Spiel des Landes in diesem Monat machte, basierend auf Marktdaten des koreanischen Datenanalyseunternehmens Mobile Index.
Kim Seung-joo, der für ThisIsGame schreibt, schreibt den Erfolg des Spiels in Südkorea einer Vielzahl von Faktoren zu, einschließlich der bestehenden Beliebtheit des vorherigen Spiels und seiner wohlentwickelten Fankultur, die sich über sekundäre Werke und Internet-Memes erstreckt, der Preisgestaltung verschiedener In-Game-Mikrotransaktionen im Bereich von 20.000 bis 60.000 Won, der Wahrnehmung, dass die Entwickler aufrichtig an ihrem Leidenschaftsprojekt arbeiten (belegt durch das Detailbewusstsein des Spiels für Verhaltensweisen wie Abzugdisziplin, was normalerweise nur von Waffenbegeisterten bemerkt wird), und der gesenkten Schwierigkeitsschwelle für ein Spielgenre, das sonst als hochkomplex gilt (wobei das „Trefferquote“-System der XCOM-Serie als häufiger Frustpunkt des Genres genannt wird, ein Mechanismus, der in Girls' Frontline 2 auffällig fehlt). Er bemerkt auch, dass viele der frühen Fans von Girls' Frontline damals Schüler waren und 2024 im mittleren bis späten 20er Alter sind, mit mehr verfügbarem Einkommen, und daher naturgemäß eher dazu in der Lage sind, In-Game-Käufe zu tätigen.
Jang Min-young, der für Sisa Journal schreibt, sagt, dass das Genre der rundenbasierten Taktikspiele im mobilen Gaming-Markt nicht sehr beliebt ist und dass Girls' Frontline 2 erfolgreich dabei ist, die üblichen Einstiegshürden des Genres zu überwinden. Des Miller von RPGFan nennt das Spiel die „größte Überraschung des Jahres“ für 2024 und merkt an, dass das Spiel eine befriedigende Vielfalt an Charakterbuilds bietet und dass der Spaß an schwierigeren Endgame-Karten darum kreist, optimale Teamzusammensetzungen zu finden, während er auch die Charaktere und die Narrative hervorhebt. Max Gallant von Game Rant schreibt, dass der Stil des Spiels nicht vielen Spielern gefallen wird, es jedoch immer noch ein genießbares Free-to-Play-Titel mit tiefem Weltbau ist.
Unmittelbar nach der Veröffentlichung des Spiels auf der Steam-Plattform am 11. Februar 2025 erhielt die von Darkwinter veröffentlichte Version des Spiels „sehr positive“ Steam-Benutzerbewertungen; währenddessen erhielt die von HaoPlay veröffentlichte Version wesentlich lauwarmere Bewertungen, da nur 67 % der Steam-Bewertungen positiv waren. Häufige Benutzerbeschwerden beinhalten den höheren Preis der Mikrotransaktionen auf Steam im Vergleich zu anderen Plattformen und dem eigenständigen PC-Client, technische Probleme mit dem Steam-Launch und unzureichende Kommunikation und Vorbereitung durch den Publisher vor der Veröffentlichung.